# Margaret Booth
Margaret Booth (* 16. Januar 1898 in Los Angeles, Kalifornien, USA; † 28. Oktober 2002 ebenda) war eine US-amerikanische Filmeditorin.

## Leben
Booths Karriere beim Film begann 1915, kurz nachdem sie die Highschool abgeschlossen hatte und sie von D. W. Griffith als Schnittassistentin für Zwei Waisen im Sturm (Orphans of the Storm) engagiert wurde. Im Jahr 1921 wechselte sie zu Louis B. Mayer, einem zu dieser Zeit noch unabhängigen Filmproduzenten. Nach der Gründung der MGM-Studios durch Marcus Loew, Louis B. Mayer und Irving Thalberg arbeitete Booth bis zum Jahr 1968 für MGM, wo sie 1939 zur Chefeditorin aufstieg und alle Produktionen hinsichtlich des Filmschnitts überwachte.
Für ihre Arbeit an Meuterei auf der Bounty aus dem Jahr 1935 wurde Booth für den Oscar nominiert. Im Jahr 1977 wurde Booth dann mit einem Ehrenoscar für ihr Lebenswerk geehrt.
Im Jahr 1990 wurde Booth mit dem Stand American Cinema Editors Career Achievement Award geehrt. Sie starb 2002 im Alter von 104 Jahren an den Folgen eines Schlaganfalls und wurde auf dem Inglewood Park Cemetery beigesetzt.

## Filmografie (Auswahl)
- 1924: Der Mann, die Frau, der Freund (Husbands and Lovers)
- 1927: Der Herzschlag der Welt (The Enemy)
- 1928: Der Krieg im Dunkel (The Mysterious Lady)
- 1928: Zwischen Frisco und der Mandschurei (Telling the World)
- 1929: Die Brücke von San Luis Rey (The Bridge of San Luis Rey)
- 1930: New Moon
- 1930: Jenseits des Lebens (Redemption)
- 1930: Strictly Unconventional
- 1930: The Lady of Scandal
- 1930: Jenny Lind (A Lady’s Morals)
- 1930: Banditenlied (The Rogue Song)
- 1930: Wise Girls
- 1931: Five and Ten
- 1931: It’s a Wise Child
- 1931: Helgas Fall und Aufstieg (Susan Lenox: Her Fall and Rise)
- 1931: Das Mädel aus Havanna (The Cuban Love Song)
- 1931: The Prodigal
- 1932: Lovers Courageous
- 1932: Liebesleid (Smilin’ Through)
- 1932: Strange Interlude
- 1932: The Son-Daughter
- 1933: Sexbombe (Bombshell)
- 1933: Ich tanze nur für Dich (Dancing Lady)
- 1933: Peg O’ My Heart
- 1933: Storm at Daybreak
- 1934: Die nackte Wahrheit (Riptide)
- 1934: Der Tyrann (The Barretts of Wimpole Street)
- 1935: Meuterei auf der Bounty (Mutiny on the Bounty)
- 1935: Die öffentliche Meinung (Reckless)
- 1936: Die Kameliendame (Camille)
- 1936: Romeo und Julia (Romeo and Juliet)